# Lutzomyia disneyi
Lutzomyia disneyi är en tvåvingeart som beskrevs av Williams P. 1987. Lutzomyia disneyi ingår i släktet Lutzomyia och familjen fjärilsmyggor. Inga underarter finns listade i Catalogue of Life.